# جيف جارفيس
جيف جارفيس (بالإنجليزية: Jeff Jarvis)‏ (من مواليد 15 يوليو 1954 ) هو صحفي أمريكي وأستاذ وناقد تلفزيوني سابق.